# Mittellateinisches Wörterbuch
Das Mittellateinische Wörterbuch (Mittellateinisches Wörterbuch bis zum ausgehenden 13. Jahrhundert / MLW, häufig Mlat. Wb. abgekürzt) ist ein Projekt zur Herausgabe eines Wörterbuches, das der Erschließung des mittellateinischen Wortschatzes dient, wie er in den mittelalterlichen lateinischen Quellen aus den deutschsprachigen Territorien vorliegt. Es wird von der Kommission für die Herausgabe eines mittellateinischen Wörterbuchs der Bayerischen Akademie der Wissenschaften betreut, deren Vorsitzender Peter Stotz war. Wissenschaftlicher Leiter des Projektes ist derzeit Adelheid Wellhausen. Das Wörterbuch erscheint beim Verlag C. H. Beck. Mitglieder der Kommission zur Herausgabe des Wörterbuchs unter dem Vorsitz von Peter Stotz sind bzw. waren Marc-Aeilko Aris, Helmut Gneuss, Ulrich Mölk, Fidel Rädle, Maria Selig und Kurt Smolak. Seit 1980 wird das Wörterbuch im Akademienprogramm von Bund und Ländern finanziert.

## Geschichte
Die Idee, ein zeitlich und räumlich umfassendes lateinisches Wörterbuch des Mittelalters zu schaffen und damit das Glossarium ad scriptores mediae et infimae latinitatis, den so genannten Du Cange aus dem 17. Jahrhundert abzulösen, wurde zuerst von der Union Académique Internationale (UAI) in Angriff genommen. Sie setzte 1919 ein Comité du dictionnaire du Latin médiéval ein, das ein Konzept für dieses Projekt entwerfen sollte. Die Pläne, an denen mehrere europäische Länder beteiligt waren, wurden jedoch in der ursprünglichen Form aufgegeben. Stattdessen erscheint seit 1957 als Projekt der UAI das Novum glossarium mediae latinitatis ab a. DCCC usque ad a. MCC, das lateinische Quellen Europas vom 9. bis zum Ende des 12. Jahrhunderts unter Verwendung von Beiträgen verschiedener nationaler Redaktionen auswertet. Daneben sind in verschiedenen europäischen Ländern eigenständige mittellateinische Glossare oder Wörterbücher begonnen oder sogar bereits vollendet worden.
Für den deutschsprachigen Bereich erfolgte 1939 eine Einigung der Akademien Deutschlands, Österreichs und der Schweiz für die Begründung eines gemeinsamen Vorhabens. Unter Federführung und maßgeblicher Finanzierung durch die Preußische Akademie der Wissenschaften und in Gemeinschaft mit den Akademien der Wissenschaften zu Göttingen, Heidelberg, Leipzig, Mainz, München, Wien und der Schweizerischen Akademie der Geistes- und Sozialwissenschaften wurde bei der Bayerischen Akademie der Wissenschaften in München (zwecks Nutzung der Hilfsmittel des Thesaurus linguae latinae) eine Arbeitsstelle für ein Mittellateinisches Wörterbuch eröffnet. Als redigierender Leiter wurde Otto Prinz, ein ehemaliger Mitarbeiter des Thesaurus, berufen. Hierbei war bereits 1939 eine Arbeitsteilung zwischen dem Verband der deutschen Akademien und der Union Académique Internationale vorgesehen. Der Zweite Weltkrieg und die Schwierigkeiten der Nachkriegszeit ließen die Arbeit nur sehr langsam voranschreiten. Erst mit der Rückkehr von Prinz aus der Kriegsgefangenschaft 1948 nach München und der Einrichtung einer zweiten Arbeitsstelle des Wörterbuches 1949 bei der Deutschen Akademie der Wissenschaften in Berlin durch Johannes Stroux konnte die Arbeit, die nun hauptsächlich in der Exzerption von geeigneten Belegen aus den mittellateinischen Quellen einschließlich der zahlreichen Urkundensammlungen bestand, intensiv vorangetrieben werden. Nach Johannes Stroux, der 1954 starb, ging die Leitung der Kommission für das Wörterbuch an Paul Lehmann (München) über, der im Zusammenwirken mit dem Generalredaktor Otto Prinz und dem Berliner Redaktor Johannes Schneider das künftige Erscheinungsbild des Lexikons wesentlich prägte. Seit 1959 erschienen in deutsch-deutscher wissenschaftlicher Kooperation bis 1976 in jährlicher Folge 17 Lieferungen.
In den 1970er Jahren gerieten die Arbeiten ins Stocken (18. Lieferung 1985); sie konnten erst nach der Wiedervereinigung Deutschlands erneut in Fluss gebracht werden (Abschluss des II. Bandes [C] 1999). Die Berliner Arbeitsstelle, die seit 1982 isoliert an den mit G und H anlautenden Lemmata gearbeitet und ein Manuskript für G vorgelegt hatte, geriet nach der Vereinigung zunehmend in Schwierigkeiten, die den notwendigen materiellen und personellen Neuaufbau behinderten. Sie wurde 1996 von der Berlin-Brandenburgischen Akademie der Wissenschaften, die auch aus dem Verbund der herausgebenden Akademien ausschied, geschlossen. Die in Berlin teilweise unfertig gebliebene 1. Lieferung des III. Bandes wurde in München zum Abschluss gebracht. Das 1998 personell aufgestockte Münchener Team erreichte zeitweise eine zügigere Abfolge im Erscheinen der neuen Lieferungen.

## Projektstand
Ab 1959 erschienen in München die ersten von Otto Prinz herausgegebenen Lieferungen. Bis 2021 sind 51 Lieferungen des Werkes erschienen, vier Bände sind damit vollständig bearbeitet. Es sind damit zwei Drittel des Gesamtwerkes getätigt. Die weiteren Bände erscheinen in ein bis zwei Lieferungen pro Jahr zu je 160 Spalten.
- I. Band. A–B. 1967, ISBN 978-3-406-03171-7, Lieferungen 1–10
- II. Band: C. 1999, ISBN 978-3-406-41196-0, Lieferungen 11–24
- III. Band. : D – E. 2007, Lieferungen 25–35
- IV. Band. F – K. 2021, Lieferungen 36–51
- VII. Band. S – 
  - Lieferung 1 (52 des Gesamtwerks): s – sandalus. 2022. ISBN 978-3-406-78606-8

- Abkürzungs- und Quellenverzeichnisse. 1959
- Abkürzungs- und Quellenverzeichnisse. 2. verb. und erw. Auflage. 1996, ISBN 978-3-406-41293-6